# OpenSea
OpenSeaとは、NFTのオンラインマーケットプレイスである。ユーザーは、OpenSea上でNFTの生成や管理、購入やオークション出品ができる。OpenSeaではNFTの販売を「固定価格での販売」「イングリッシュオークション」「ダッチオークション」の3種類から選択できる。イングリッシュオークションは最終的に最も高額で入札した人が落札する方式であり、ダッチオークションは最初に価格を高めに設定して注文が入るまで価格を下げていく方式である。また、NFT販売者は「ロイヤリティ」の還元率を設定できる。ロイヤリティとは、NFTが転売されるたびにその収益の一部を紐づけられたNFT発行者に手数料として支払うシステムのことである。
またOpenSeaで取引されるNFTはEthereumのERC-721とPolygonをベースにしている。同社の主な収入源は、NFT取引が成立した際に差し引く2.5%の手数料である。また2021年2月の売上は9500万ドル相当、3月は1億4700万ドル相当、9月は27億5000万ドル相当である。

## 歴史
- 2017年12月20日：Devin FinzerとAlex Atallahによってニューヨークで設立される[1]。
- 2021年
  - 3月：2300万ドルのベンチャーキャピタルを調達した[5]
  - 9月：AndroidとiOS向けの独自のモバイルアプリをリリースする[6][7][8]。
- 2023年
  - 4月：プロのユーザー向けに設計されたNFTマーケットプレイス集約ツール「OpenSea Pro」を発表した。2022年4月にNFTマーケットプレイスアグリゲーターサービス「Gem」を買収したことにより、OpenSeaはGemのプラットフォームを改良し、OpenSea Proを開発することができた。[9]。